# Ode to Billy Joe (película)
Ode to Billy Joe es una película dramática estadounidense de 1976, dirigida por Max Baer, Jr., escrita por Herman Raucher y protagonizada por Robby Benson y Glynnis O'Connor en los papeles principales. Basada en la canción de Bobbie Gentry "Ode to Billy Joe", la acción tiene lugar en 1953 y en Greenwood, Misisipi.

## Trama
En 1953 en Greenwood un pequeño pueblo de Misisipi, transcurre la historia de amor entre dos adolescentes, condicionada por la cultura del lugar y la época. Pero un secreto afectará la relación y concluirá en una tragedia.

## Elenco
Principales
- Robby Benson como Billy Joe McAllister: un joven de 18 años que trabaja en un aserradero y está enamorado de Bobbie.
- Glynnis O'Connor como Bobbie Lee Hartley: una niña de 15 años y en etapa de pubertad, que todavía cuenta con un amigo imaginario y es resguardada por su celoso padre. Bobbie trabaja en la granja familiar, le atrae Billy Joe y desea un noviazgo.

### Secundarios
- Sandy McPeak como Glenn Hartley: padre de Bobbie, un granjero que continúa viendo a su hija como una pequeña niña.
- Joan Hotchkis como Anna Hartley: madre de Bobbie, una ama de casa que es intermediaria entre su hija y su marido.
- James Best como Dewey Barksdale: el jefe del aserradero donde trabajan Billy Joe y el hermano de Bobbie.

## Producción
La película se rodó en el Condado de Leflore como sucede en la canción, pero las escenas del aserradero se filmaron en Vaiden, Condado de Carroll. El puente Tallahatchie, llamado así porque cruza el río Tallahatchie, al que se refiere la canción se había derrumbado en 1972 y por ello el que aparece en la película es en realidad, un puente ubicado en Sidon y que cruza el río Yazoo.
Debido a la popularidad de la película, el viejo puente de Sidon se hizo famoso, fue nombrado Tallahatchie Bridge y reemplazado por uno de hormigón moderno en 1987 que cuenta con placas en ambos extremos donde se conmemora la película.

### Estreno
Para coincidir con la canción, (...) sucedió un 3 de junio... la fecha de estreno se fijó para ese día. Sin embargo como caía jueves y los estrenos en Estados Unidos por tradición no se realizan ese día, se cambió para el viernes 4.